# (65489) Ceto
(65489) Ceto, provisionalmente conocido como 2003 FX128, es un objeto transneptuniano binario (TNO) descubierto el 22 de marzo de 2003 por C. A. Trujillo y M. Brown en Palomar. Lleva el nombre de la diosa del mar Ceto, de la mitología griega. Fue identificado como objeto binario el 11 de abril de 2006 por K. Noll, H. Levison, W. Grundy y D. Stephens usando el telescopio espacial Hubble; su satélite u objeto compañero fue llamado Phorcys (formalmente (65849) Ceto I Phorcys), por el dios del mar griego. El sistema de Ceto es el segundo sistema binario conocido  centauro, Usando una definición ampliada de un centauro como objeto de una órbita no resonante (inestable)  en el perihelio dentro de la órbita de Neptuno. Llegó a su perihelio en 1989.

## Características físicas
65489 Ceto es el ejemplo de un sistema binario transneptuniano (TNO) en el que los componentes son de tamaño similar. Con observaciones combinadas de infrarrojo del telescopio espacial Spitzer y del telescopio espacial Hubble se permitió estimar el diámetro de Ceto en 174 km y el diámetro de Phorcys en 132 km, suponiendo igual albedo de ambos cuerpos.
La naturaleza binaria de Ceto permite el cálculo directo de la masa del sistema, lo que permite la estimación de las masas de los componentes y proporcionar restricciones adicionales en su composición. La estimación de la densidad de Ceto es 1.37 g/cm³, ignificativamente menor que la de los grandes TNOs (Haumea: 3.0 g/cm³, Eris: 2.26, Plutón: 2.03, Caronte: 1.65) pero significativamente más que los pequeños TNOs (por ejemplo, 0.7 g/cm³ de (26308) 1998 SM165). Forcis tiene una masa de aproximadamente 1.67×1018 kg. A menos que los cuerpos sean porosos, la densidad es consistente con la composición de la roca-hielo, con un contenido de roca de alrededor del 50 %.
Se ha sugerido que las fuerzas de marea, junto con otras posibles fuentes de calor (por ejemplo, colisiones o Al radiactividad) podría haber elevado la temperatura lo suficiente para cristalizar hielo amorfo y reducir el espacio vacío dentro del objeto. Las fuerzas de marea mismas podrían ser responsables de las órbitas casi circulares de los componentes de Ceto.